# 小行星8103
小行星8103（8103 Fermi）是一颗绕太阳运转的小行星，为主小行星带小行星。该小行星于1994年1月发现。

## 轨道参数
小行星8103的轨道半长轴为2.9704674 UA，离心率为0.043。